# Synagoga w Janowie koło Sokółki
Synagoga w Janowie koło Sokółki – nieistniejąca drewniana synagoga z XVIII w. (wg innych źródeł powstała w 1740 r.) w Janowie (wieś w powiecie sokólskim, którą w 1897 roku zamieszkiwało 2296 mieszkańców, z czego 1797 stanowiły osoby pochodzenia żydowskiego). Obiekt nie został wpisany do rejestru zabytków. W XIX w. rozbudowano synagogę o dodatkowy babiniec nad sienią, dostępny dwoma biegami schodów dostawionych do jej zewnętrznej ściany. Podczas II wojny światowej synagoga została spalona. Jest uznawana za dzieło drewnianej sztuki synagogalnej.

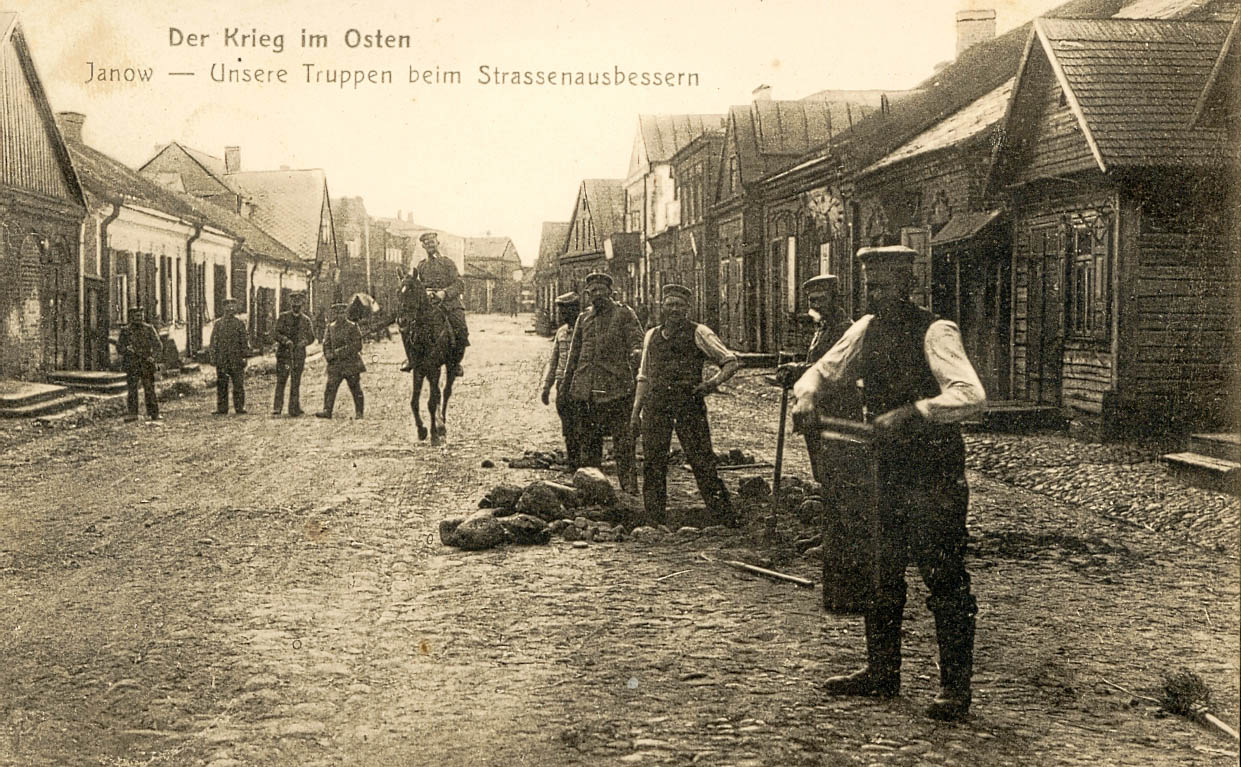
Mieszkańcy Janowa koło Sokółki

## Historia
W 1719 r. zgody na budowę synagogi w Janowie udzielił biskup wileński Konstanty Brzostowski, następnie w 1736 r. potwierdzenie umocnił biskup Maciej Ancut i dopiero 16 kwietnia 1736 r. ostateczna decyzja padła z rąk biskupa Macieja Zienkiewicza, która stanowiła prawomocne potwierdzenie rozpoczęcia prac nad budową obiektu sakralnego. Ostatecznie synagoga powstała w 1740 roku. W 1957 roku Małżeństwo znanych architektów, Maria i Kazimierz Piechotkowie publikują zbiór badań i dokumentacji związanej z obiektem bożnicy w Janowie Sokólskim w publikacji zatytułowanej Bramy nieba. Bóżnice drewniane na terenach dawnej Rzeczypospolitej. W czasie trwania II wojny światowej obiekt synagogi został spalony przez okupujących wieś niemców. Ostatnim rabinem pełniącym swą funkcję był Zalman Kossowski.

## Architektura
W obiekcie synagogi sala główna została zagłębiona o trzy stopnie w stosunku do pozostałych pomieszczeń. Powstała na planie kwadratu o wymiarach 13,40 m × 13,30 m, natomiast wysokość ścian sięgała 6,90 m (najwyższy punkt sklepienia na wysokości 11,30 m). Od strony zachodu znajdowała się sień z niewielką izbą z wejściem do obiektu, a od południa i północy ulokowano babińce. Z czasem nad sienią nadbudowano dodatkowy babiniec, do którego docierano dwoma biegami schodów od zewnątrz obiektu. Ściany zewnętrzne od wschodu i zachodu zostały skonstruowane z długich belek bez połączeń, natomiast ściany nadbudowanego babińca zbudowano w systemie łątkowo-sumikowym. Między sienią i salą główną znajdowały się szerokie drzwi z nadprożem z dwóch skośnych belek, połączonych w jedną. Okna od sali głównej podtrzymywały nadproża wycięte w łuki odcinkowe. Dla babińców na poziomie parteru zaprojektowano mniejsze okna, a na piętrze o kształcie prostokąta. Salę główną przykrywała ośmioboczna kopuła wbudowana w dolne, trapezowe wiązary łamanego, mansardowego, trzykondygnacyjnego dachu ze ścianką kolankową. Narożniki sali spięto przekątnymi beleczkami. Kopuła wypełniała dwie dolne, czterospadowe kondygnacje dachu. W zachodniej i wschodniej połaci dachu znajdywały się lukarny z okrągłymi okienkami, przykryte dwuspadowymi daszkami, doświetlające wnętrze kopuły. Pomieszczenia otaczające salę pokryte były dachem pulpitowym, o jednakowej wysokości i niewielkim spadku (oparte na ścianach sali na wysokości parapetów jej okien). Również nadbudowany na piętrze babiniec pokryto dachem pulpitowym, który początkowo podchodził pod nasadę gzymsu. Górną kondygnację dachu zabudowano dwuspadowym dachem, o mniejszym nachyleniu połaci, odpowiadającym konstrukcji więźby.

## Aron ha-kodesh
Struktura tworzyła przez kolumny i gzymsowania, trzykondygnacyjny z nadstawą, polichromowany aron ha-kodesh. Dwie dolne kondygnacje były trójprzęsłowe, natomiast górna jednoprzęsłowa (przęsło środkowe było znacznie szersze). W kondygnacji dolnej znajdowały się drzwi do szafy pod wybrzuszonym lambrekinem, natomiast w środkowej części znajdowały się adorowane przez ptaki Tablice Przykazań, a nad nimi sześciopromienne gwiazdy. Kolumny ukształtowano niejednolicie, a część z trzonami ażurowymi skomponowano z winorośli lub plecionek. Nad fasetą obok aron ha-kodesha namalowano wprost na deskach małe domki z rozchodzącym się dymem z kominów.

## Bima
Bima ustawiona była pośrodku sali głównej przed aron ha-kodeshem. Była ośmioboczną, polichromowaną altaną z ażurowym baldachimem o żebrach wyciętych z desek, zwieńczonym również ażurową kulą i gwiazdą. Bramki przy wejściu na schodki połączono z baldachimem skośnymi, równoległymi do biegu, oprofilowanymi deskami.

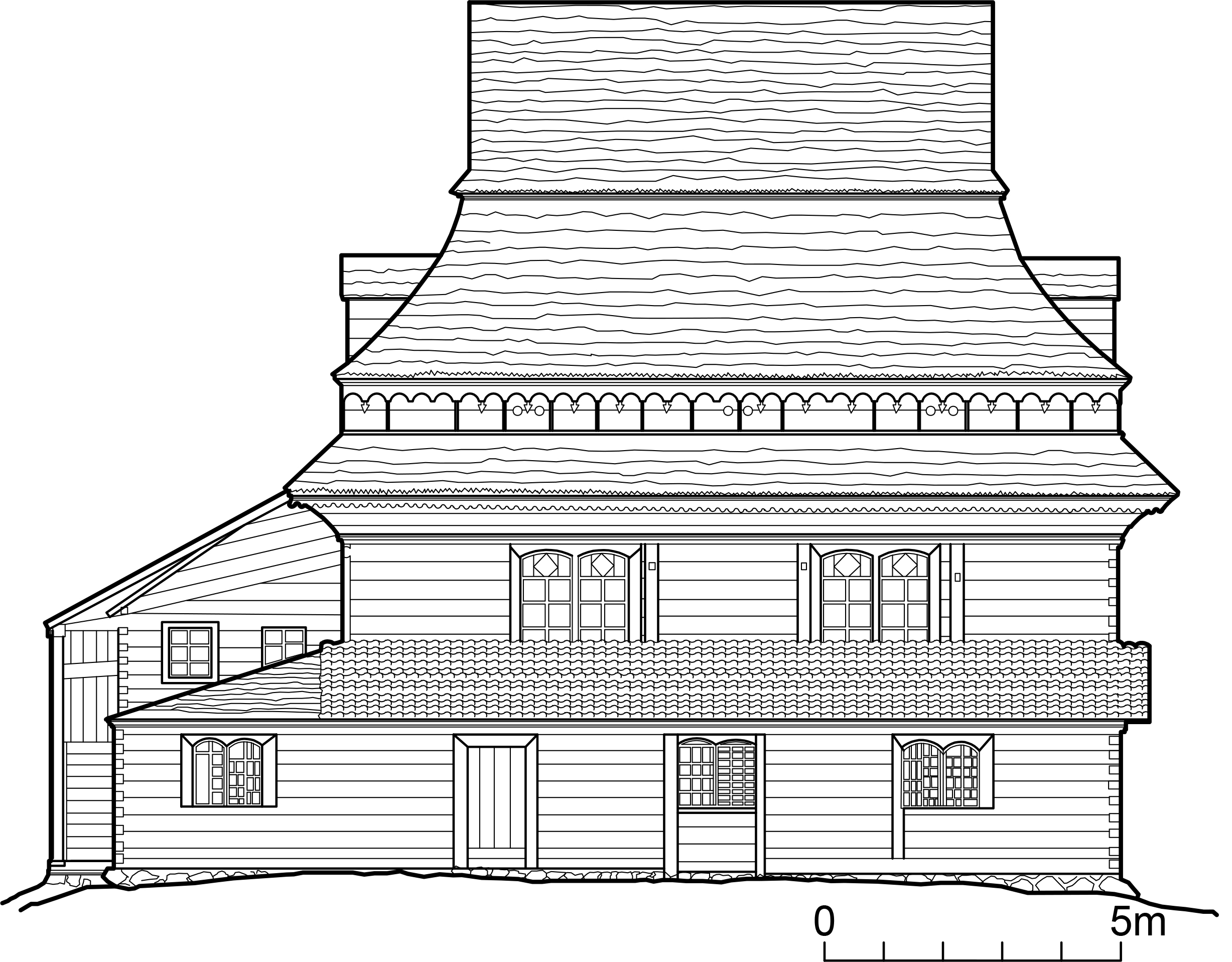
Elewacja południowa synagogi w Janowie koło Sokółki

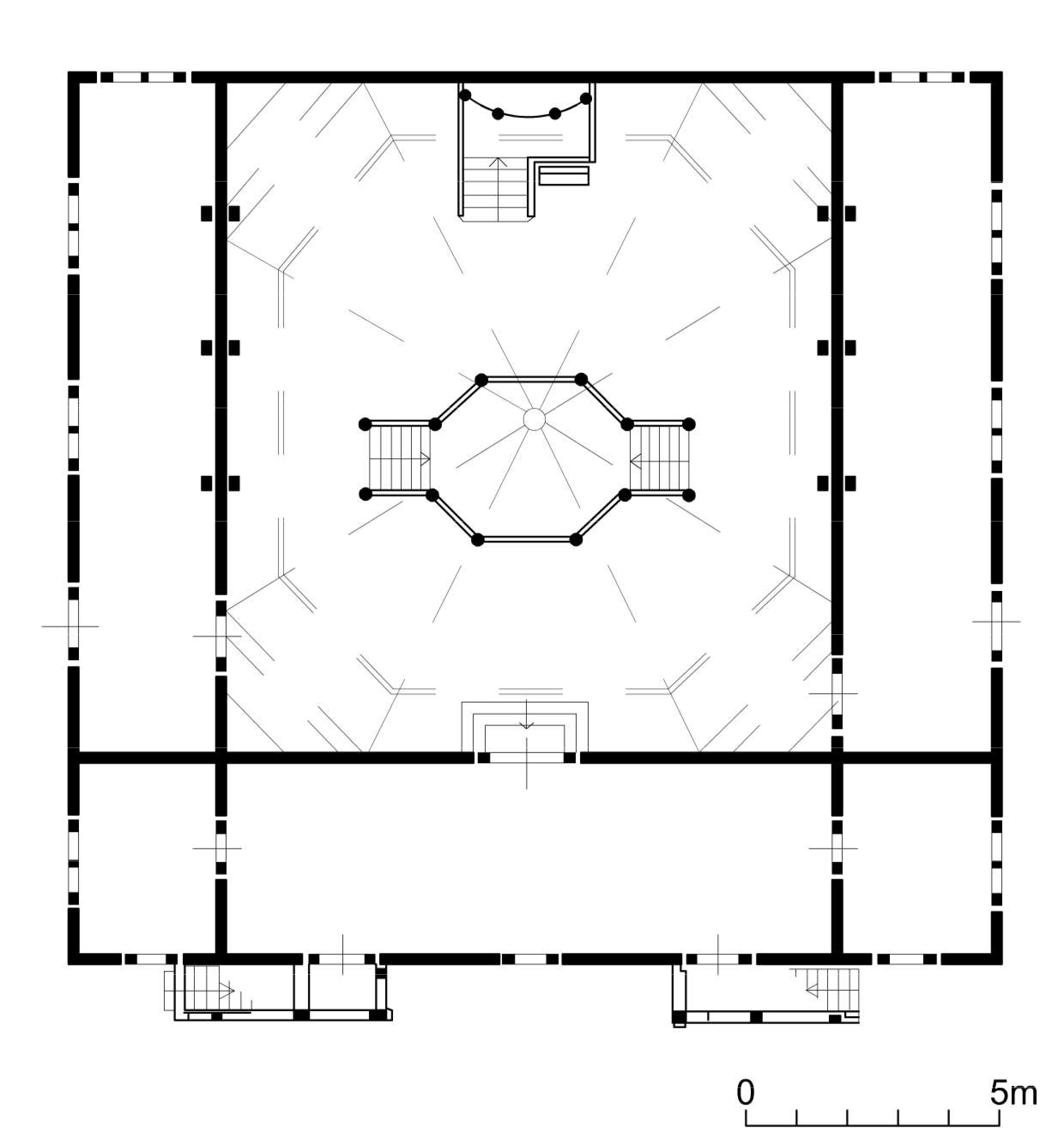
Rzut parteru obiektu synagogi w Janowie Sokólskim

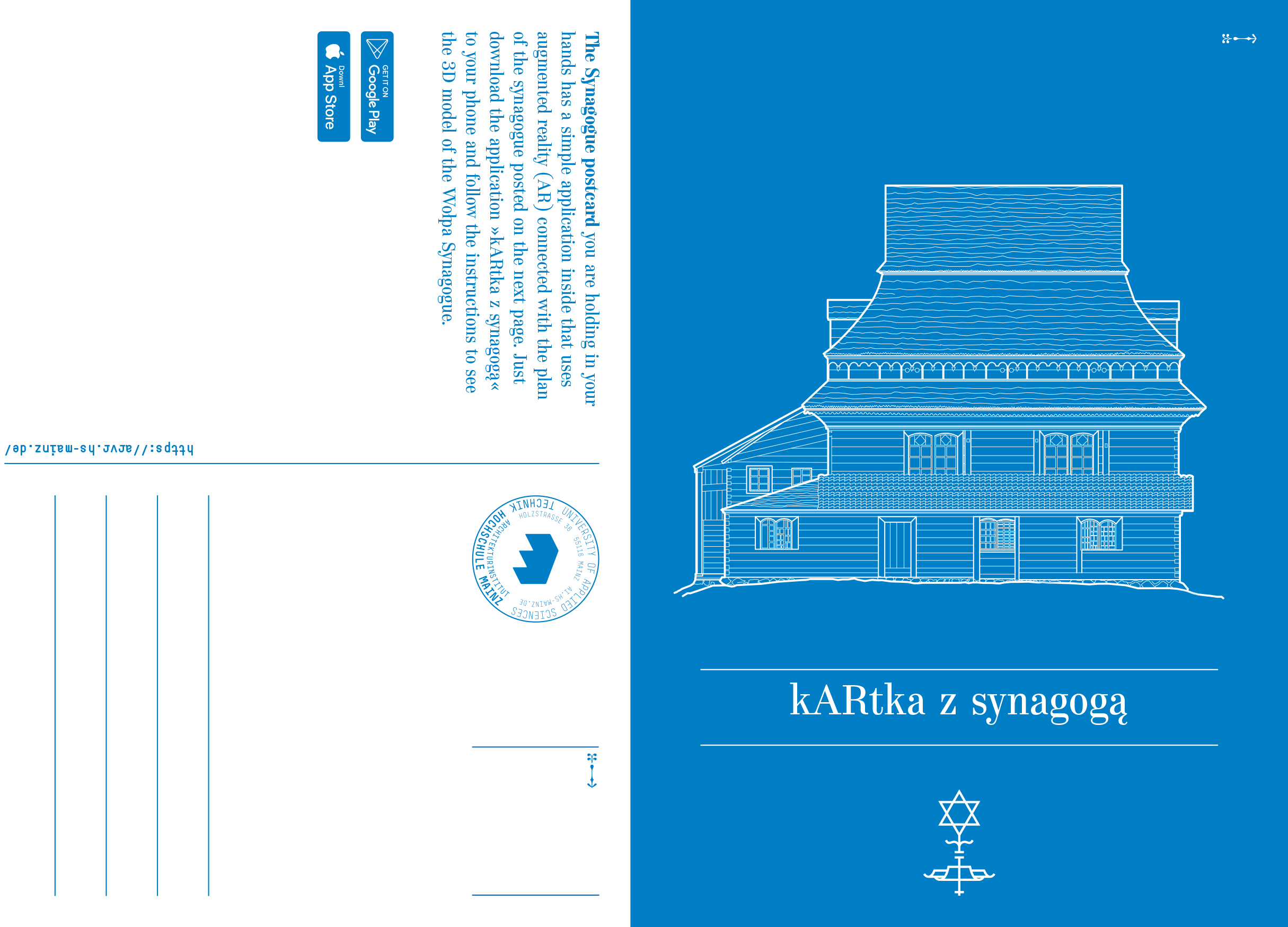
Pocztówka prezentująca widok na elewację południową synagogi w Janowie

## Galeria

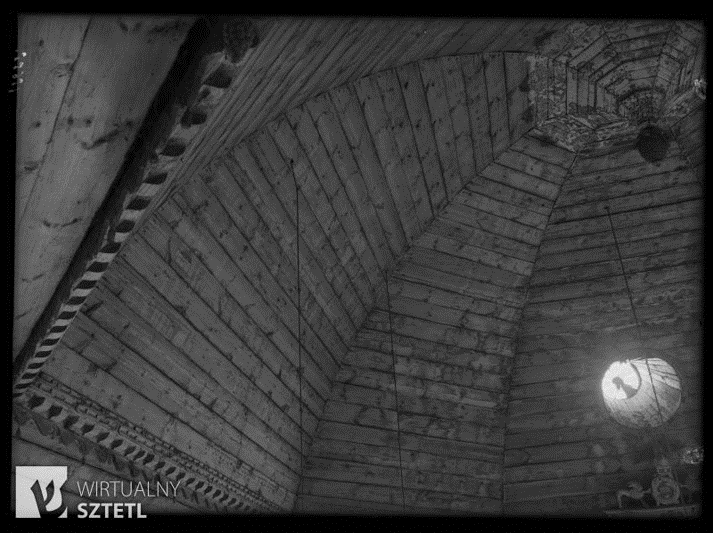
Zdjęcie prezentuje widok na sklepienie wewnątrz synagogi
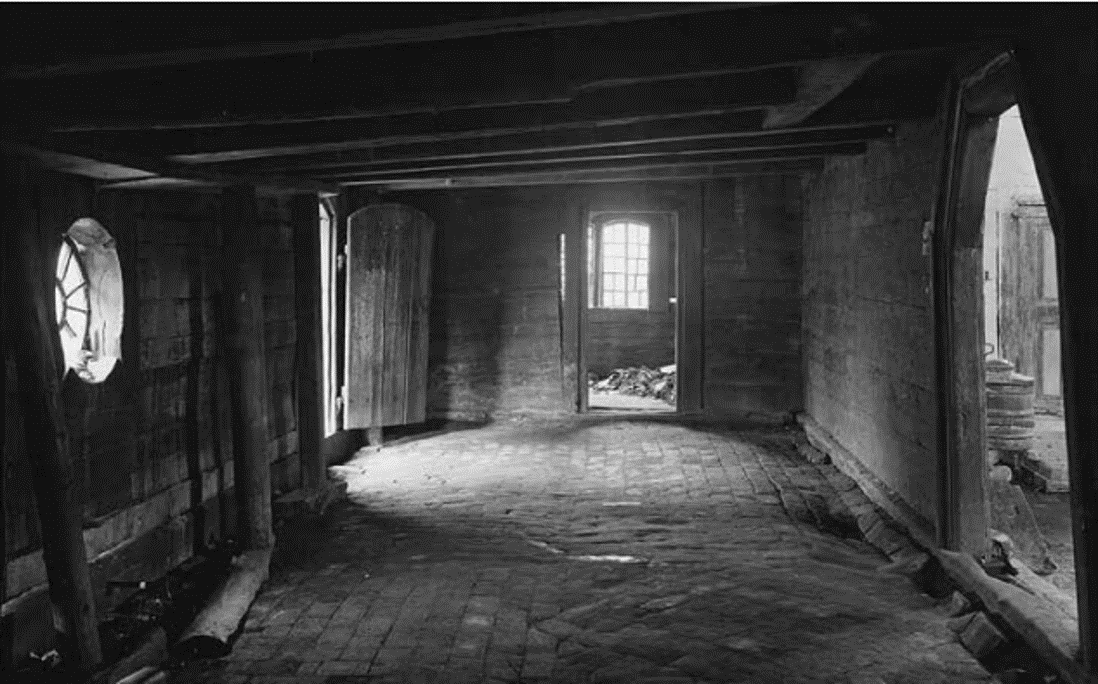
Wnętrze sieni obiektu synagogi
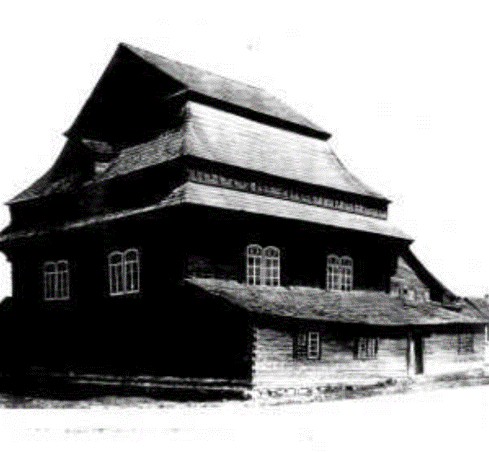
Widok na elewację północną synagogi
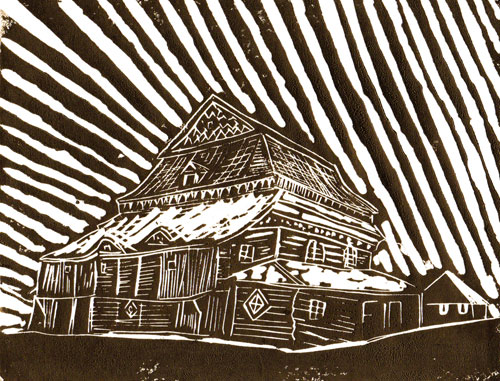
Rękodzieło wykonania synagogi w Janowie koło Sokółki